# Gordon L. McDonough

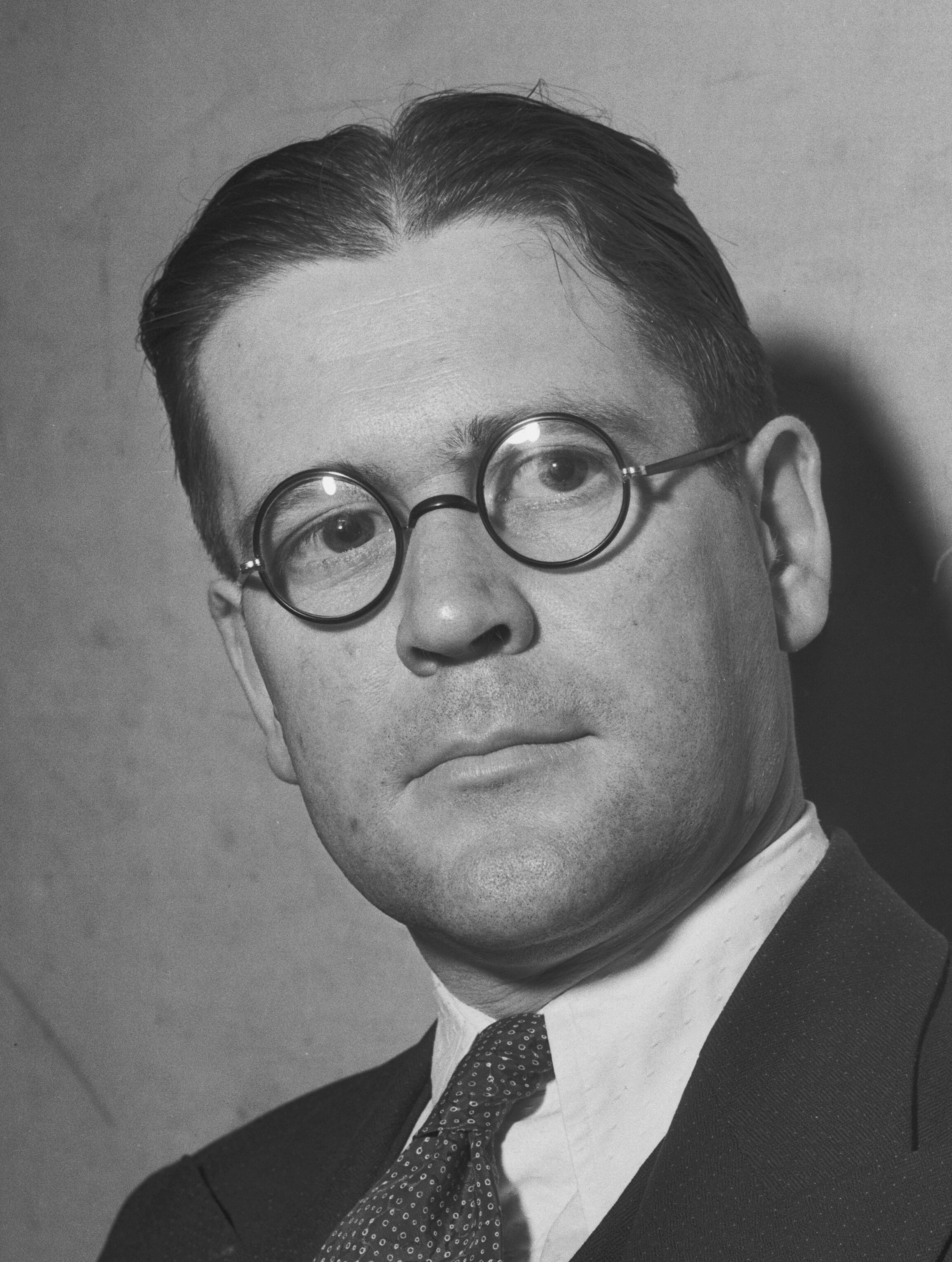
Gordon L. McDonough (1930er Jahre)

Gordon Leo McDonough (* 2. Januar 1895 in Buffalo, New York; † 25. Juni 1968 in Bethesda, Maryland) war ein US-amerikanischer Politiker. Zwischen 1945 und 1963 vertrat er den Bundesstaat Kalifornien im US-Repräsentantenhaus.

## Werdegang
Im Jahr 1898 zog Gordon McDonough mit seinen Eltern nach Emporium in Pennsylvania, wo er die öffentlichen Schulen einschließlich der High School besuchte. Zwischen 1915 und 1918 arbeitete er dort in der Chemieindustrie. Danach zog er nach Los Angeles, wo er bis 1933 erneut in dieser Branche tätig war. Gleichzeitig schlug er als Mitglied der Republikanischen Partei eine politische Laufbahn ein. Von 1933 bis 1944 gehörte er dem Kreisrat im Los Angeles County an, dessen Präsidentschaft er zwischenzeitlich für ein Jahr übernahm.
Bei den Kongresswahlen des Jahres 1944 wurde McDonough im 15. Wahlbezirk von Kalifornien in das US-Repräsentantenhaus in Washington, D.C. gewählt, wo er am 3. Januar 1945 die Nachfolge von John M. Costello antrat. Nach acht Wiederwahlen konnte er bis zum 3. Januar 1963 neun Legislaturperioden im Kongress absolvieren. In diese Zeit fielen unter anderem das Ende des Zweiten Weltkrieges, der Beginn des Kalten Krieges, der Koreakrieg und innenpolitisch die Bürgerrechtsbewegung. Im Jahr 1962 wurde er nicht wiedergewählt.
Gordon McDonough starb am 25. Juni 1968 in Bethesda und wurde in Los Angeles beigesetzt. Er war mit Catherine McNeil verheiratet, mit der er sieben Kinder hatte.